# Reinert Open 2012
Il Reinert Open 2012 è stato un torneo professionistico di tennis femminile giocato sulla terra rossa. È stata la 5ª edizione del torneo, che fa parte dell'ITF Women's Circuit nell'ambito dell'ITF Women's Circuit 2012. Si è giocato a Versmold in Germania dal 2 all'8 luglio 2012.

## Partecipanti

### Teste di serie
| Nazionalità | Giocatrice          | Ranking* | Testa di serie |
| ----------- | ------------------- | -------- | -------------- |
| Austria     | Yvonne Meusburger   | 126      | 1              |
| Germania    | Dinah Pfizenmaier   | 140      | 2              |
| Paesi Bassi | Bibiane Schoofs     | 146      | 3              |
| Bulgaria    | Elica Kostova       | 156      | 4              |
| Francia     | Kristina Mladenovic | 157      | 5              |
| Polonia     | Sandra Zaniewska    | 160      | 6              |
| Germania    | Sarah Gronert       | 165      | 7              |
| Polonia     | Marta Domachowska   | 166      | 8              |

- Ranking al 25 giugno 2012.

### Altre partecipanti
Giocatrici che hanno ricevuto una wild card:
- Anna-Lena Friedsam
- Julia Wachaczyk
- Carina Witthöft

Giocatrici che sono passate dalle qualificazioni:
- Margarita Gasparjan
- Anaïs Laurendon
- Stephanie Vogt
- Anna Zaja
- María Irigoyen (lucky loser)

## Campionesse

### Singolare
- Annika Beck ha battuto in finale  Anastasija Sevastova con il punteggio di 6–3, 6–1

### Doppio
- Mailen Auroux /  María Irigoyen hanno battuto in finale  Elena Bogdan /  Réka-Luca Jani con il punteggio di 6–1, 6–4